# Congregação Ressurrecionista
Congregação da Ressurreição de Nosso Senhor Jesus Cristo, conhecida como Congregação Ressurrecionista, é um instituto de vida consagrada masculino internacional, parte da Igreja Católica Romana e fundado em 1836 por Bogdan Jański, Peter Semenenko e Hieronim Kajsiewicz, em Paris, logo depois da Grande Emigração polonesa, e aprovada pela Santa Sé em 1902. O nome da congregação é uma referência aos sinos que soaram em Roma ao meio dia do domingo de Páscoa de 1842, quando os sete primeiros irmãos deixaram as Catacumbas de São Sebastião, em San Sebastiano fuori le mura, logo depois de seus votos: como religiosos consagrados, os ressurrecionistas professam os votos de pobreza, castidade e obediência. Suas letras pós-nominais são C.R..
A vida dos membros da congregação pode ser realizada como padres, irmãos ou diáconos permanentes.
Internacionalmente, estão divididos em três províncias e uma região, ministrando em mais de doze países em 2015, incluindo Itália, Bulgária, Áustria, Alemanha, Canadá, EUA, Brasil, Bolívia, Austrália, Bermudas, México, Ucrânia, Bielorrússia, Eslováquia e Israel.
Um dos principais objetivos da Congregação Ressurrecionista é a educação religiosa.